# Kainan

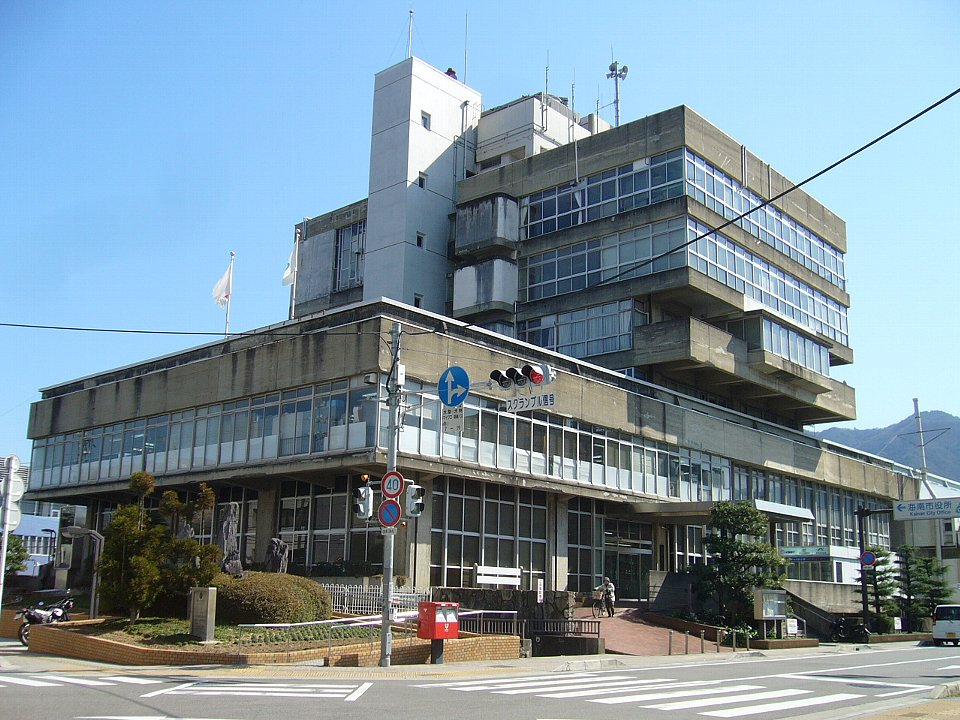
Het stadhuis van Kainan

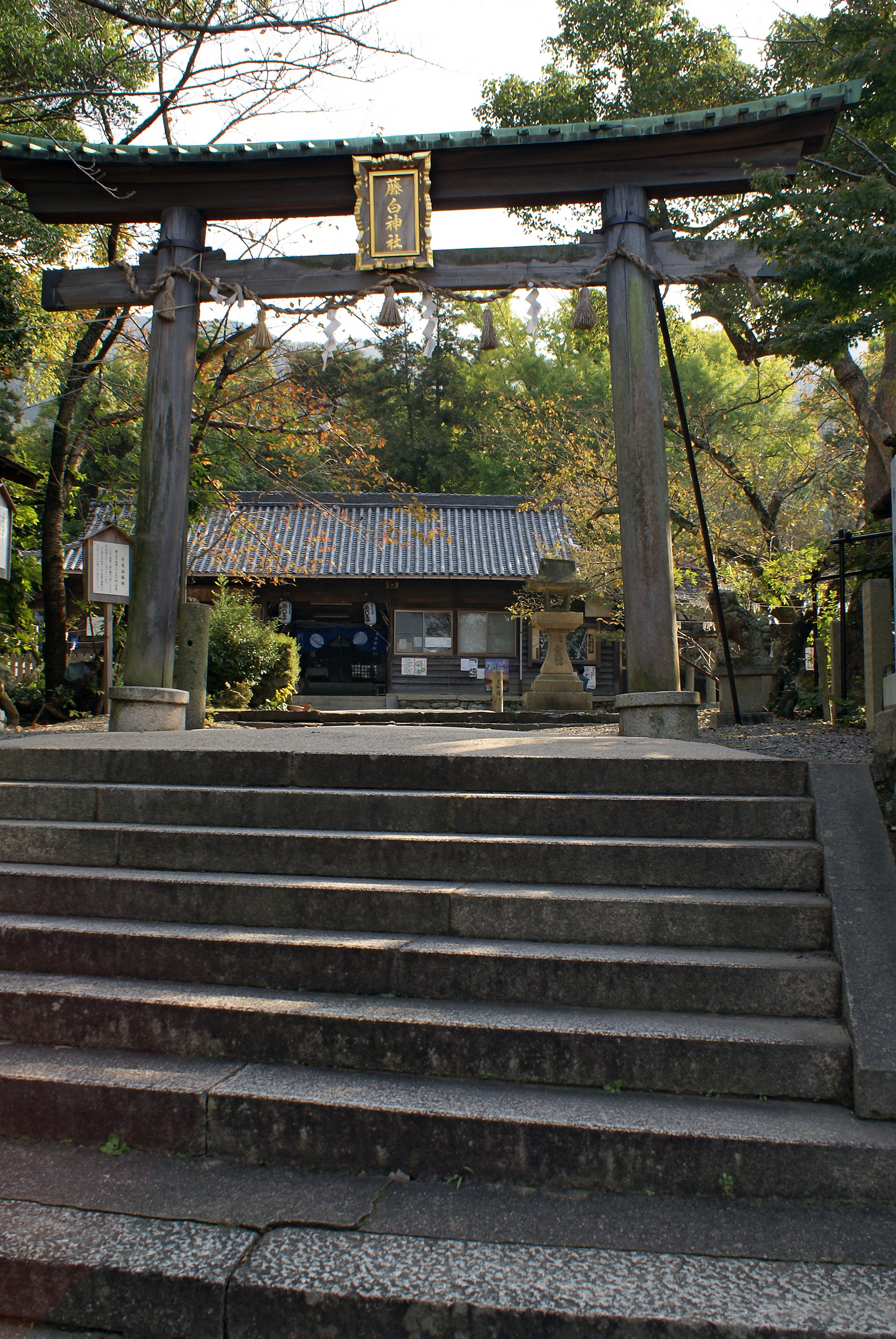
De torii van de Fujishiro-jinja

Kainan (Japans: 海南市, Kainan-shi) is een stad in de prefectuur Wakayama. Op 1 januari 2008 had de stad 55.877 inwoners en een bevolkingsdichtheid van 552 inw./km². De oppervlakte van de stad bedraagt 101,18 km². 
De stad wordt begrensd door de steden Wakayama, Arida, Kinokawa en het District Kaiso.

## Geschiedenis
- Kainan werd op 1 mei 1934　een stad (shi).
- Op 1 april 2005 werd de gemeente Shimotsu van het District Kaiso aangehecht bij de stad.

## Bezienswaardigheden
- Fujishiro-jinja (shintoschrijn)

## Verkeer
- Wegen:

Kainan ligt aan de Hanwa-autosnelweg en aan de volgende  autowegen:
- Autoweg 42 (richting Wakayama en Hamamatsu)
- Autoweg 370  (richting Nara)
- Autoweg 424 (richting Kinokawa en Tanabe)
- Trein : 
  - JR West: Kisei-lijn
    - Station Shimotsu
    - Station Kamogō
    - Station Shimizuura
    - Station Kainan
    - Station Kuroe

## Geboren
- Yuichi Komano (1981), voetballer van Júbilo Iwata
- Hiroo Onoda (1922-2014), soldaat van het Japanse Keizerlijke Leger